# 나의 PS 파트너
《나의 PS 파트너》(영어: My PS Partner)는 2012년에 개봉한 대한민국의 영화이다. KOBIS 기준 누적관객수 1,831,717명을 기록했으며 최대 점유 스크린 수는 551개이다.

## 줄거리
7년 동안 사귀던 소연(신소율 분)과 헤어진 후 작곡가 지망생의 꿈을 접고 평범한 완구 회사 직원이 된 현승(지성 분)은 잠결에 야릇한 전화 한 통을 받고 흥분하지만, 이 전화는 남자 친구를 위해 윤정(김아중 분)이 준비한 이벤트로, 새로 산 핸드폰에 전화번호를 옮기지 못한 남자 친구의 전화번호를 잘못 눌러 현승과 연결된 것이었다.
석운(김성오 분)과 영민(문지윤 분)은 술자리에서 소연을 잊지 못하는 현승을 위로하지만, 이들의 위로는 오히려 소연을 더 생각나게 한다. 현승은 참지 못해 소연에게 전화를 걸지만, 전화기에서 들려오는 소리는 소연의 새 남자 친구 목소리였고, 현승은 절망감을 주체하지 못하고 홧김에 얼마전 걸려온 윤정의 전화번호로 전화를 걸게 된다.

## 캐스팅
- 지성 : 이현승 역
- 김아중 : 윤정 역
- 신소율 : 소연 역
- 강경준 : 승준 역
- 김성오 : 석운 역
- 정수영 : 진주 역
- 문지윤 : 영민 역
- 김보미 : 윤미 역
- 이재원 : 김 대리 역
- 이미소 : 혜림 역
- 김지훈 : 완식 역
- 곽지민 : 아라 역
- 황승언 : 최영아 역
- 정성윤 : 소연남자친구 역
- 윤하린 : 글래머 녀 역
- 윤진하 : 오타쿠 남 역
- 오경수 : 현승회사 사장 역
- 정영기 : 노래방 취객 1 역
- 정종열 : 노래방 취객 2 역
- 최교식 : 노래방 취객 3 역
- 최은두 : 라디오 음치남 역
- 석한별 : 윤미아기 역
- 정형호 : 현승회사 직원 1 역
- 손영환 : 현승회사 직원 2 역
- 최은석 : 현승회사 직원 3 역
- 윤주 : 현승회사 직원 4 역
- 배단희 : 포켄볼여 1 역
- 정다연 : 포켄볼여 2 역
- 박재영 : 산책로 할아버지 역
- 설창희 : 승준 직장동료 1 역
- 김성우 : 승준 직장동료 2 역
- 정찬성 : 승준 직장동료 3 역
- 최유라 : 승준 직장동료 4 역
- 한송이 : 바이어 역
- 문서빈 : 홍대 젬베밴드 1 역
- 이해동 : 홍대 젬베밴드 2 역
- 이강철 : 홍대 젬베밴드 3 역
- 박비토 : 홍대 젬베댄스 4 역
- 김현숙 : 노래방 도우미 1 역
- 우영미 : 도래방 도우미 2 역
- 조경화 : 노래방 도우미 3 역
- 고도은 : 윤정 친구 1 역
- 김주오 : 윤정 친구 2 역
- 정승민 : 윤미남편 역
- 지은 : 란제리 피팅모델 1 역
- 안소희 : 란제리 피팅모델 2 역
- 김원진 : 라디오 PD 역
- 송규용 : 주례 역
- 박준기 : 승준아빠 역
- 백낙순 : 승준엄마 역
- 전헌태 : 승준회사 부장 역 (우정출연)
- 김주령 : 바다거북녀 역 (우정출연)
- 옥지영 : 수정 역 (우정출연)
- 탁트인 : 뚱뚱한 웨이터 역 (우정출연)
- 김보연 : 윤정 모 역 (특별출연)
- 신해철 : 라디오 DJ 역 (특별출연)
- 김준호 : 웨이터 역 (특별출연)